# De Wannevleegers
De Wannevleegers is een van de eerste carnavalsverenigingen van Venlo (en dus ook Nederland). De eerste officiële carnavalsvereniging van Venlo is Jocus, die opgericht is in 1842. De eerste carnaval van Jocus was in 1843 en datzelfde jaar verschenen ook de Wannevleegers op het toneel. Op 21 december 1842 stuurde de vorst van De Wannevleegers (Vors Wannerius XI genaamd) een brief naar Jocus, die pleitte voor samenwerking. Jocus was een carnavalsvereniging voor de rijke stand. De zustervereniging was voor het gewone volk en informatie over de oprichting is dus niet helder.
Carnaval in Venlo vindt zijn oorsprong in het Duitse Rijnland. Hier waren en zijn regelmatig Venlonaren te vinden. In 1741 spreekt men in de Narrenhochburg Dülken (in de stad Viersen) over de "Mitbrüder (aus) Venlo", wat aangeeft dat er toen ook al carnaval werd gevierd in Venlo. In 1754 bestond de "erleuchtete Monduniversität und berittene Akademie der Künste und Wissenschaften" 100 jaar. Van deze viering is onder andere bekend dat de rector magnificus en de doctores van de Venlose "Academiae des Wannes" bij de feestelijkheden aanwezig waren. Het is ook bekend dat in het jubileumjaar van Jocus (1886-1887) de Wannevleegers en Jocus beide een optocht hebben gepland in Venlo.
De naam Wannevleeger komt waarschijnlijk van de grap dat er ooit een rondreizende illusionist in Venlo was die beweerde dat hij met vleugels, gemaakt van wannen, de Maas kon overvliegen. Hiervoor legde hij enkele weddenschappen af. Natuurlijk kon hij de rivier niet overvliegen, maar ontsnapte wel met het geld. De Venlonaren hadden zich laten beetnemen en door deze oplichting kregen zij de spotnaam Wannevleegers toebedeeld.
Sinds 1961 is er een vriendenclub die zich "de Wannevleegers" noemt. In kefee de Staak op de Kaldenkerkerweg werd door een van de ouders deze naam genoemd voor hun kefeevoetbalclub. Het voetballen heeft niet lang geduurd. Wat overbleef als grote activiteit was het meelopen in de Venlose optocht. Ze wonnen de 1e groepsprijzen. In het jaar 2012 werd voor de 50e keer meegelopen. In de beginjaren rond 1974 traden ze in het vastelaoves-circuit op in hun creatie als de boékmenkes.
3kes (Venlo) · D'n Dreumel (Horst) · Jocus (Venlo) · Kaetelaers (Steyl) · AWC De Keien (Waalre) · Keieschièters (Arcen)  · Kraonige Zwaone (Huissen) · De Kwas (Venlo-Zuid) · De Marotte (Sittard) · De Mirlitophile (Valkenburg) · Oeles (Tegelen) · Rogstaekers (Weert) · De Tempeleers (Maastricht) · De Wannevleegers (Venlo) · Winkbülle (Heerlen) · Wortelepin (Blerick) · Worteleschrabbers (Boekend) · Uul (Roermond)
Voormalige verenigingen:
Momus (Maastricht)